# 温滴楼镇
温滴楼镇，是中华人民共和国辽宁省锦州市凌海市下辖的一个乡镇级行政单位。原温滴楼满族乡于2013年撤乡设镇。

## 行政区划
温滴楼满族乡下辖以下地区：
温滴楼村、富有庄村、蔡滴楼村、边墙子村、大胜堡村、梯子沟村、小沈台村、大茂堡村、康家村、英城子村、新兴村和合家村。